# Johann Ludwig Adam
Johann Ludwig Adam (Muttersholtz, 3 dicembre 1758 – Parigi, 8 aprile 1848) è stato un pianista e compositore francese.
Studiò musica a Strasburgo e poi, verso il 1777, a Parigi, dove si stabilì definitivamente, e fu forse allievo di pianoforte di Johann Friedrich Edelmann. Al 1778 risalgono le sue prime composizioni, le Deux Synphonies concertantes, rielaborate nel 1781 a formare la sua op. 1, le 3 sonate per pianoforte e violino, pubblicate a Parigi come tutte le sue opere successive.
Dal 1797 al 1842 fu insegnante di pianoforte al Conservatorio parigino, pubblicando i manuali didattici Méthode générale de doigté (1798) e Méthode nouvelle pour le piano (1802), che ebbe numerose edizioni.
Fra le sue altre opere, le 3 sonate per pianoforte e violino, opera 4 (1785), le 3 sonate per pianoforte, opera 7 e 8 (1801), e le tre Grandes sonates per pianoforte, opera 10 (1810), dedicata a Clementi, 12 (1810) e 13 (1815). A ricordo di Clementi, è dedicato il Morceau dramathique pour le piano del 1832.
Il figlio Adolphe-Charles Adam fu un noto compositore, autore delle musiche del celebre balletto Giselle.